# Gaasperdam
Gaasperdam ist ein Stadtviertel im Stadtbezirk Amsterdam-Zuidoost in der Provinz Nordholland. Das Viertel erhielt seinen Namen nach dem Fluss Gaasp und besteht aus den Weilern Nellestein, Holendrecht, Gein und Reigersbos. Gaasperdam hatte 3.540 Einwohner am 1. Januar 2022, davon lebten 2.015 in Gaasperdam Noord und 1.525 Einwohner in Zuid.

## Geschichte
1966 wurden einige Polder, die damals noch zur Gemeinde Weesperkarspel gehörten, der Gemeinde Amsterdam zugeteilt. Die Polder wurden trockengelegt und mit Wohnungsbau begonnen. Zu dem Gebiet gehörten Bijlmermeer, Gein und Gaasp, daraus entstand der spätere Stadtbezirk Amsterdam Zuid-Oost. Gaasperdam hatte ursprünglich den Namen Zuid-Bijlmer („Süd-Bijlmer“).
In Gaasperdam befindet sich der Gaasperpark (auch „Gaasperplaspark“ genannt), an der nördlichen Seite vom Gaasperplas. Der Park wurde zwischen 1977 und 1982 angelegt. 1982 wurde im Park die Floriade gehalten.
Ebenfalls ist dort der Hemtuin (wörtlich: „Hemgarten“) zu finden der 1982/1983 entstand. 2001 wurde der Hemtuin, früher drei Hektar (ha) groß, auf 10 ha erweitert. Er liegt zwischen dem Gaasperdammerweg und den Weilern Holendrecht Ost und West.
Darüber hinaus gibt es den Schooltuin Gaasperdam (wörtlich „Schulgarten“) der Platz bietet für rund 1000 Kinder. Unter anderem dient er als Gärtnerei, hierdurch besteht die Möglichkeit das Schulen Blumen und Früchte öfters gratis erhalten. Der Schulgarten ist der größte in Amsterdam und bietet den Kindern ebenfalls Lernmaterial an.
Im Stadtteil Gaasperdam befinden sich eine Grundschule, eine Kirche, ein Friedhof, ein Altersheim, der Streichelzoo (niederländisch: „Kinderboerderij“) ´t Brinkie und das Buurvrouennetwerk (ein Netzwerk von und für Frauen aus der Nachbarschaft) sowie ein Kanu- und ein Segelbootverein. Einkaufszentren sind zu finden auf dem Platz Wisseloordplein, in Gein und Reigersbos.

### Verkehrsverbindungen
Es gibt drei Metrolinien, die Nr. 50 fährt ab Isolatorweg nach Holendrecht, Reigersbos und Gein. Die Nr. 51 vom Spaklerweg über Diemen-Süd, Kraaiennest bis Gaasperplas sowie die Nr. 54 ab Amstelstation über Duivendrecht,
Bijlmer, Holendrecht bis Gein. Durch Amsterdam Zuid-Oost fahren
die Buslinien Nr. 59 und 60 (Stand: erstes Halbjahr 2012).